# Objecte de Herbig-Haro
Els objectes de Herbig-Haro (HH) són una categoria de nebuloses d'emissió dèbilment lluminoses, visibles a l'interior o a les vores de les regions formadores d'estrelles. Són petites nebulositats associats a estrelles noves, i es formen quan el gas expulsat per les estrelles joves xoca amb els núvols de gas i de pols a velocitats de diversos centenars de quilòmetres per segon.
Els objectes de Herbig-Haro són omnipresents en regions de formació d'estrelles, i se'n veuen sovint diversos al voltant d'una sola estrella, alineats al llarg del seu eix rotatori. La majoria es troben aproximadament a 1 parsec (3,26 anys llum) de l'estrella progenitora, tot i que alguns s'han observat a diversos parsecs de distància.
Els objectes de HH són fenòmens transitoris. Es calcula que aquests fenòmens tenen una durada relativament curta; l'existència d'objectes de HH arribaria de fet a unes desenes o com a màxim a uns centenars de milers d'anys, al final dels quals es dispersen en el medi interestel·lar sota l’acció del vent produït per les noves estrelles formades.
Les observacions fetes pel Telescopi Espacial Hubble (HST) han revelat que aquests objectes evolucionen ràpidament en pocs anys; es poden desenvolupar visiblement en escales de temps molt curtes mentre es mouen ràpidament sortint de la seva estrella progenitora entre els núvols de gas interestel·lar. Les observacions del telescopi espacial Hubble també revelen l'evolució complexa dels objectes de HH en alguns anys, ja que algunes parts de la nebulositat s’esvaeixen mentre que d'altres s’il·luminen en xocar amb el material més lent del medi interestel·lar.
Els objectes de HH van ser observats per primera vegada al final del segle xix per Sherburne Wesley Burnham, però no van ser reconeguts com un tipus distint de nebulosa d'emissió fins a la dècada del 1940. Els primers astrònoms a estudiar-los detalladament van ser l'estaunidenc George Herbig (de l'observatori Lick) i el mexicà Haro de Guillermo (de l'observatori de Tonantzitla), dels quals duen el nom. Herbig i Haro estaven treballant de forma independent en l'estudi de formació d'estrelles quan van analitzar per primera vegada els objectes i van reconèixer que eren un subproducte del procés de formació d'estrelles.
Tot i que els objectes de HH són fenòmens de longitud d'ona visibles, molts romanen invisibles en aquestes longituds d'ona a causa de la pols i el gas, i només es poden detectar en longituds d'ona infrarroja. Aquests objectes, quan s'observen prop de la longitud d'ona infraroja, s'anomenen «objectes de linea d'emissió d'hidrogen molecular» (en anglès, Molecular Hydrogen emission-line Object, MHOs).

## Descobriment i història de les observacions
El primer objecte de HH va ser observat a finals del segle xix per l'astrònom estatunidenc Sherburne Wesley Burnham, quan va observar l'estrella T Tauri amb el telescopi refractor de 36 polzades (914 mm) a l'Observatori Lick i va observar una petita nebulositat associada a l'estrella. Es va pensar que era una nebulosa d'emissió, com la que es va conèixer més tard com a Nebulosa de Burnham (HH 255), i no es va reconèixer com una classe d'objecte diferenciat. Va descobrir que T Tauri era una estrella molt jove i variable, i és el prototip de la classe d'objectes similars coneguts com a estrelles T Tauri que encara no han arribat a un estat d'equilibri hidroestàtic entre el col·lapse gravitatori (que les comprimeix encara més) i la pressió generada per la radiació de la fusió nuclear als seus nuclis (que les expandeixen).  
Uns cinquanta anys després del descobriment de Burnham es van descobrir altres nebulositats semblants, tan petites que semblen a primera vista petites estrelles. Tant Haro com Herbig van fer observacions independents de diversos d'aquests objectes a la nebulosa d'Orió durant la dècada del 1940. Herbig també va mirar la nebulosa de Burnham i va trobar que mostrava un espectre electromagnètic inusual, amb línies d’emissió destacades d'hidrogen (Hα), sofre ([S II]) i oxigen ([O II]). Per la seva banda, Haro va descobrir gairebé simultàniament (però ho va anunciar el 1952-1953) molts altres objectes del mateix tipus i va demostrar que la seva emissió a l’infraroig era molt feble, si no en alguns casos estava absent.

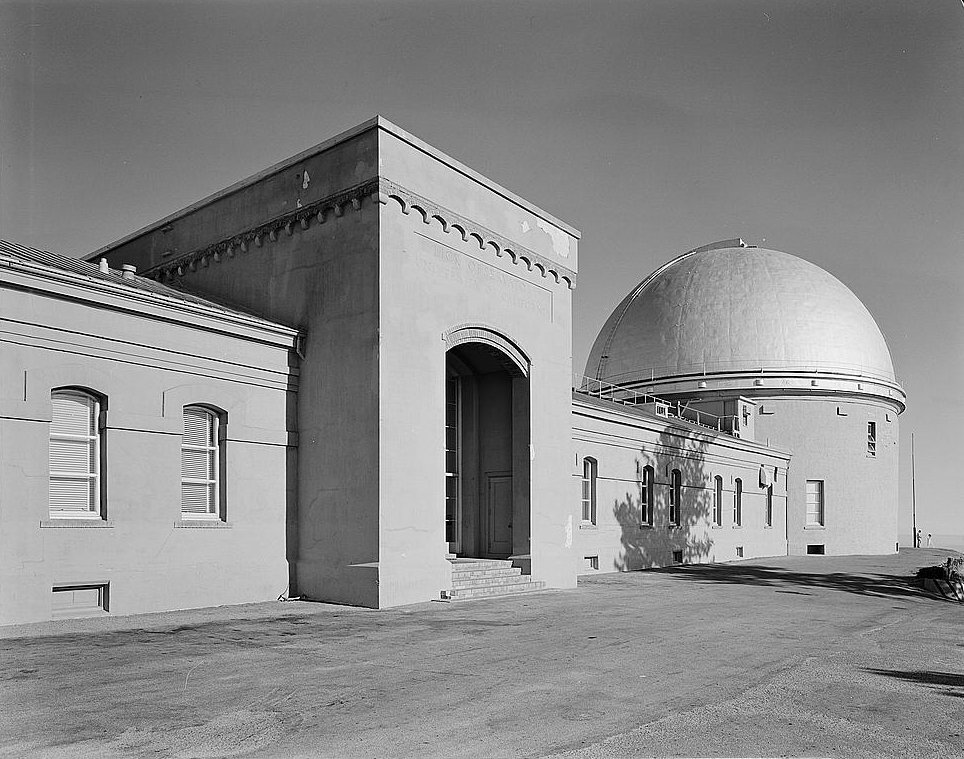
L'ala sud de l'observatori Lick, on es troba el telescopi refractor de 914 mm que va utilitzar Burnham
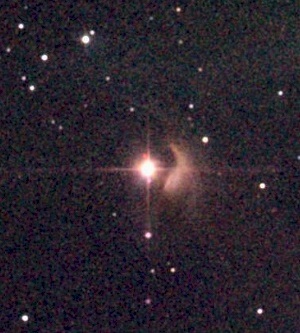
Estrella T Tauri
Imatge completa de la nebulosa d'Orió

Després dels seus descobriments independents, Herbig i Haro es van reunir en una conferència sobre astronomia a Tucson (Estats Units d'Amèrica), el desembre de 1949. Herbig inicialment havia prestat poca atenció als objectes que havia descobert, preocupant-se principalment de les estrelles properes, però en escoltar les troballes d'Haro que va dur a terme (uns estudis més detallats que els seus), els astrònoms es van adonar que es trobaven davant d'un tipus particular de nebulosa d'emissió. L’astrònom soviètic Víktor Ambartsumian va donar nom als objectes (objectes de Herbig-Haro, normalment escurçats a objectes de HH), i basant-se en la seva aparició a prop d’estrelles joves (uns quants centenars d'anys d’antiguitat), va suggerir que podrien representar un estadi inicial de la formació de les estrelles T Tauri.
Estudis d'objectes de HH van demostrar que estaven altament ionitzats i els primers teòrics especulaven que es tractava de nebuloses de reflexió que contenien estrelles calentes de baixa lluminositat en el seu interior. Però l'absència de radiació infraroja de les nebuloses va significar que no hi podrien haver estrelles dins d'aquestes, ja que aquestes haurien emès una abundant llum infrarroja. El 1975, l’astrònom estatunidec RD Schwartz va teoritzar que els vents de les estrelles T Tauri produeixen xocs en el medi interestel·lar al trobar-se, donant lloc a la generació de llum visible. Amb el descobriment del primer jet protoestel·lar en HH 46/47, va quedar clar que els objectes d'HH són efectivament fenòmens provocats per xoc, amb xocs impulsats per un jet col·limat a partir de protoestrelles.

## Formació
Les estrelles es formen pel col·lapse gravitatori dels núvols de gas interestel·lar. A mesura que el col·lapse augmenta la densitat, la pèrdua d'energia radiactiva disminueix a causa d’una major opacitat. Això augmenta la temperatura del núvol que impedeix un col·lapse posterior i s'estableix un equilibri hidroestàtic. El gas continua caient cap al nucli en un disc giratori. El nucli d’aquest sistema s’anomena protoestrella. Una part del material acretat és expulsat al llarg de l'eix de rotació de l'estrella en dos jets de gas parcialment ionitzats (plasma). El mecanisme per produir aquests jets bipolars col·limats no s’entén del tot, però es creu que la interacció entre el disc d’acreció i el camp magnètic estel·lar accelera part del material que s’acreta des d’unes quantes unitats astronòmiques de l'estrella, lluny del pla del disc. A aquestes distàncies, la sortida és divergent, desviant-se en un angle situat en un rang de 10-30 °, però es torna a col·limar cada cop més a distàncies de desenes a centenars d'unitats astronòmiques des de la font, ja que la seva expansió és restringida. Els jets també transporten l'excés de moment angular resultant de l'acreció de material a l'estrella, la qual cosa altrament provocaria que l'estrella rotés massa ràpidament i es desintegri. Quan aquests jets xoquen amb el medi interestel·lar, donen lloc a petits retalls d'emissió brillant que formen els objectes de Herbig-Haro.

Il·lustració que representa dos jets de matèria que es desplacen cap a fora en direccions oposades d’un sistema de disc estrella i que creen objectes de HH brillants als extrems quan xoquen amb el medi circumdant
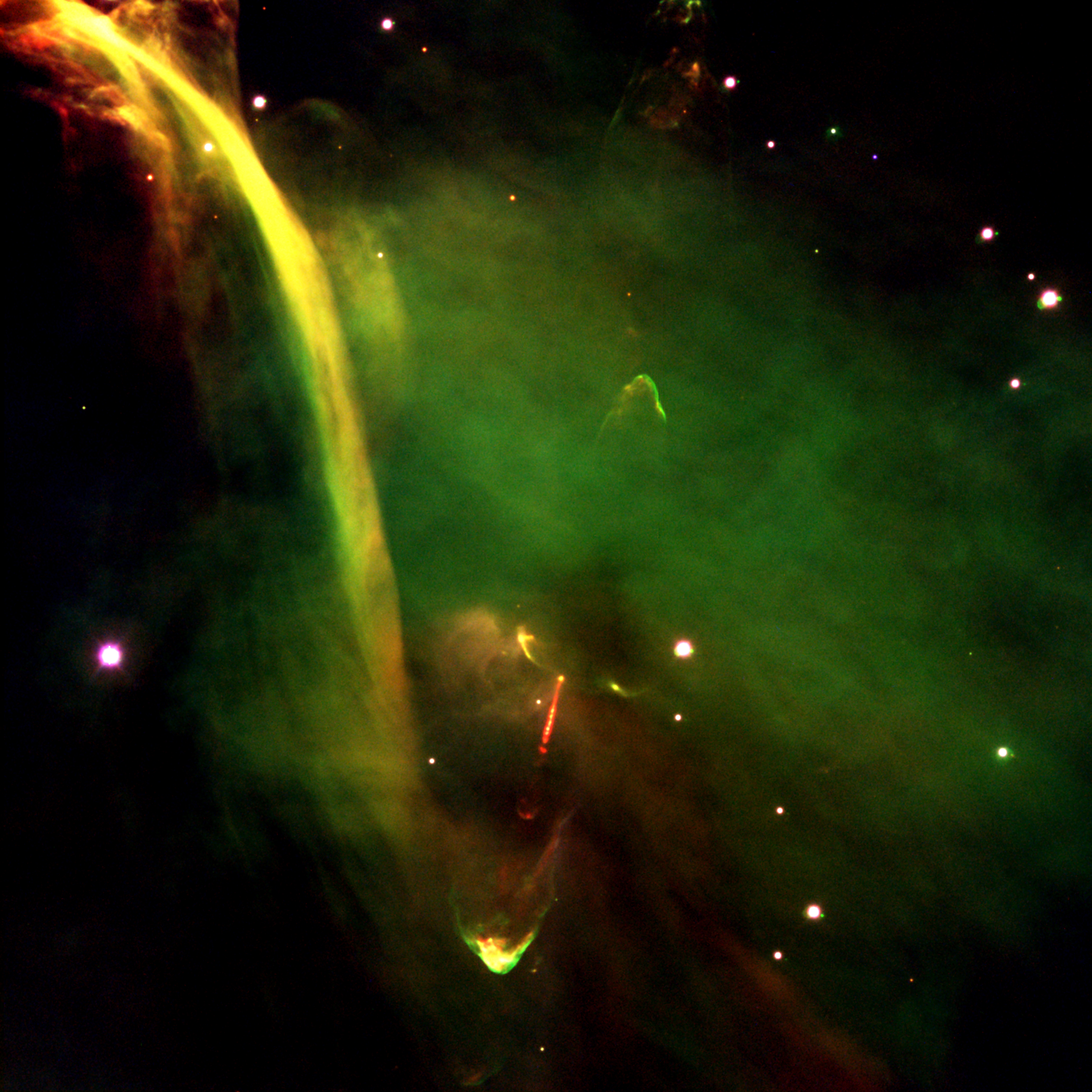
Objecte de HH (HH 34) de color groc-verd produït per raig vermell d’una estrella d’una nebulosa de color verd intens
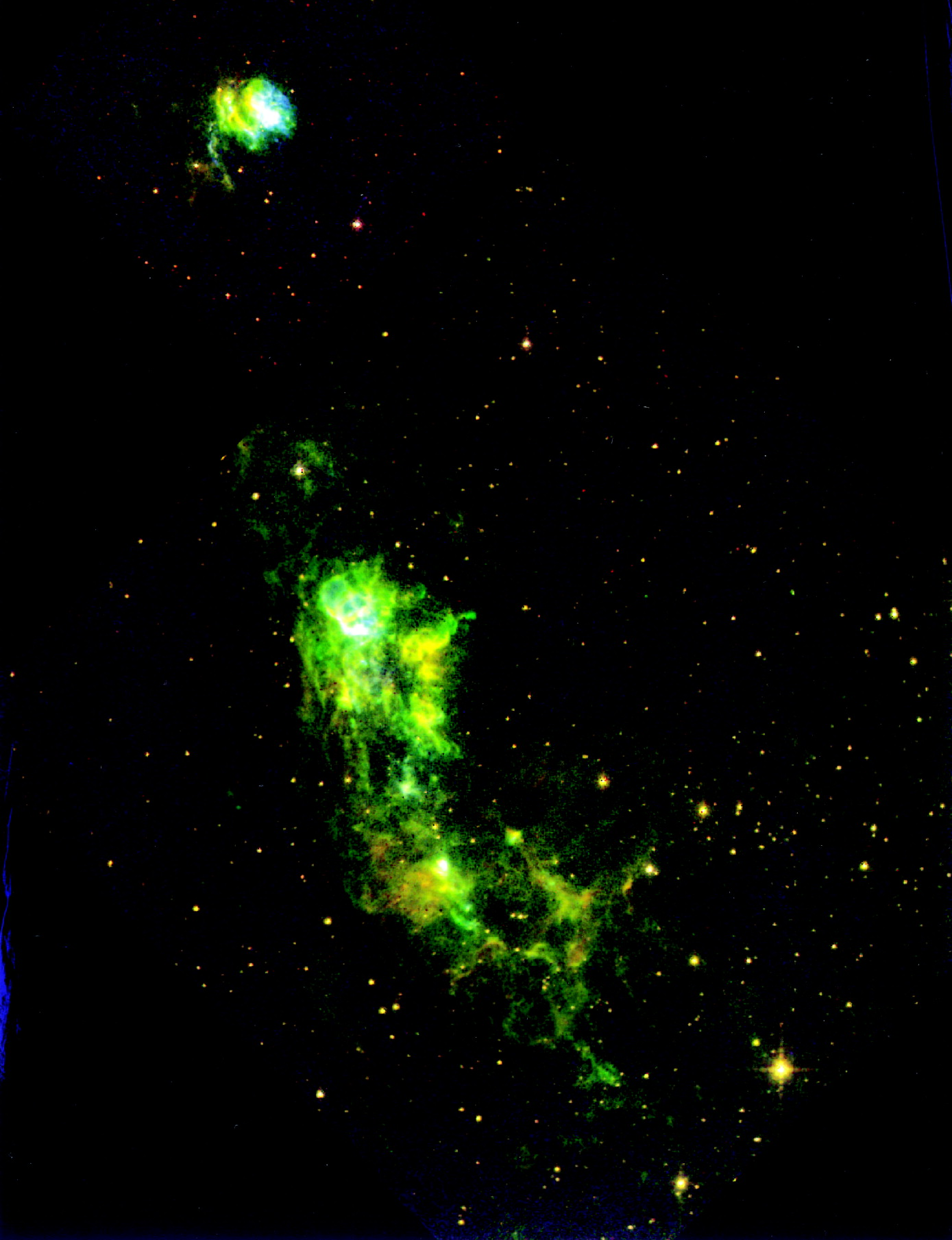
Complex HH 80/81, situat a 5500 anys llum (1700 parsecs) del sistema solar. Imatge en color composta per imatges obtingudes del Telescopi espacial Hubble; [S II] en vermell, Hα en verd, i [O II] en blau

## Propietats
L'emissió electromagnètica dels objectes de HH es produeix quan les seves ones de xoc associades xoquen amb el medi interestel·lar, creant el que s’anomena «superfícies terminals de treball».  L'espectre és continu, però també té línies d'emissió intenses d'espècies neutres i ionitzades. Les observacions espectroscòpiques dels canvis Doppler d'objectes de HH indiquen velocitats de diversos centenars de quilòmetres per segon, però les línies d'emissió d'aquests espectres són més febles que el que s'esperaria d'aquestes col·lisions d'alta velocitat. Això suggereix que part del material amb què estan xocant també es mou al llarg de l'eix de rotació de l'estrella, encara que a una velocitat inferior. Les observacions espectroscòpiques d'objectes de HH mostren que s'estan allunyant de les estrelles d'origen a velocitats de diversos centenars de quilòmetres per segon. En els últims anys, l'alta resolució òptica del Telescopi Espacial Hubble ha revelat el moviment propi (moviment al llarg del pla del cel) de molts objectes de HH en observacions separades a diversos anys de distància.  A mesura que s'allunyen de l'estrella progenitora, els objectes de HH evolucionen significativament, variant en brillantor en escales de temps d'uns anys. Retalls individuals compactats o en agrupacions dins d’un objecte poden il·luminar, esvair o desaparèixer completament, mentre que s'han vist que apareixen nous retalls.Aquests sorgeixen probablement per la precessió dels seus jets, juntament amb les erupcions pulsatives i intermitents de les seves estrelles progenitores. Els jets més ràpids s’aconsegueixen amb jets més lents anteriors, creant les anomenades «superfícies internes de treball», on els fluxos de gas xoquen i generen ones de xoc i les conseqüents emissions.
La massa total que s’està expulsant de les estrelles per formar els típics objectes de HH s’estima que és de l’ordre de 10–8 a 10–6 M☉ a l’any,  una quantitat ínfima de material en comparació amb la massa de les estrelles mateixes,  però que suposa aproximadament l'1-10% de la massa total acumulada per les estrelles progenitores en un any. La pèrdua massiva tendeix a disminuir a mesura que augmenta l'edat de la font. Les temperatures observades en objectes de HH són típicament d'uns 9.000-12.000 K, similars a les que es troben en altres nebuloses ionitzades com les regions H II i les nebuloses planetàries. Les densitats, en canvi, són més elevades que en altres nebuloses, que van des d'uns quants milers fins a unes poques desenes de milers de partícules per cm³, en comparació amb uns quants milers de partícules per cm³ a la majoria de regions H II i nebuloses planetàries.
La densitat també disminueix a mesura que la font evoluciona amb el pas del temps. Els objectes deHH estan constituïts majoritàriament en hidrogen i heli, que representen aproximadament el 75% i el 24% de la seva massa respectivament. Al voltant de l'1% de la massa dels objectes de HH està constituïda per elements químics més pesats, com oxigen, sofre, nitrogen, ferro, calci i magnesi. Les abundàncies d’aquests elements, determinades a partir de les línies d’emissió d’ions respectius, són generalment similars a les seves abundàncies còsmiques. Molts compostos químics que es troben al medi interestel·lar circumdant, però que no estan presents en el material d'origen, com els hidrurs metàl·lics, es creu que han estat produïts per reaccions químiques provocades per xoc. Al voltant del 20-30% del gas dels objectes de HH està ionitzat a prop de l'estrella progenitora, però aquesta proporció disminueix a grans distàncies. Això implica que el material està ionitzat al raig polar i es recombina a mesura que s’allunya de l'estrella, en lloc de ser ionitzat per col·lisions posteriors. El xoc al final del raig pot tornar a ionitzar algun material, donant lloc a «extrems» brillants.

## Nombre i distribució
Els objectes de HH s'anomenen aproximadament per ordre de la seva identificació; el primer objecte de HH identificat va ser HH 1/2.  Actualment es coneixen més de mil objectes individuals.  Sempre estan presents a les regions H II formant estrelles, i sovint es troben en grups grans.  S’observen típicament a prop dels glòbuls de Bok (nebuloses fosques que contenen estrelles molt joves) i sovint emanen d’ells. S'han vist diversos objectes de HH prop d'una única font d'energia, formant una cadena d'objectes al llarg de la línia de l'eix polar de l'estrella progenitora. El nombre d'objectes de HH coneguts ha augmentat ràpidament durant els darrers anys, però aquesta és una proporció molt petita dels estimats fins a 150.000 a la Via Làctia, la gran majoria dels quals estan massa lluny per a ser observats. La majoria dels objectes de HH es troben aproximadament a 1 parsec de l'estrella progenitora, però molts es poden veure a diversos parsecs de distància.

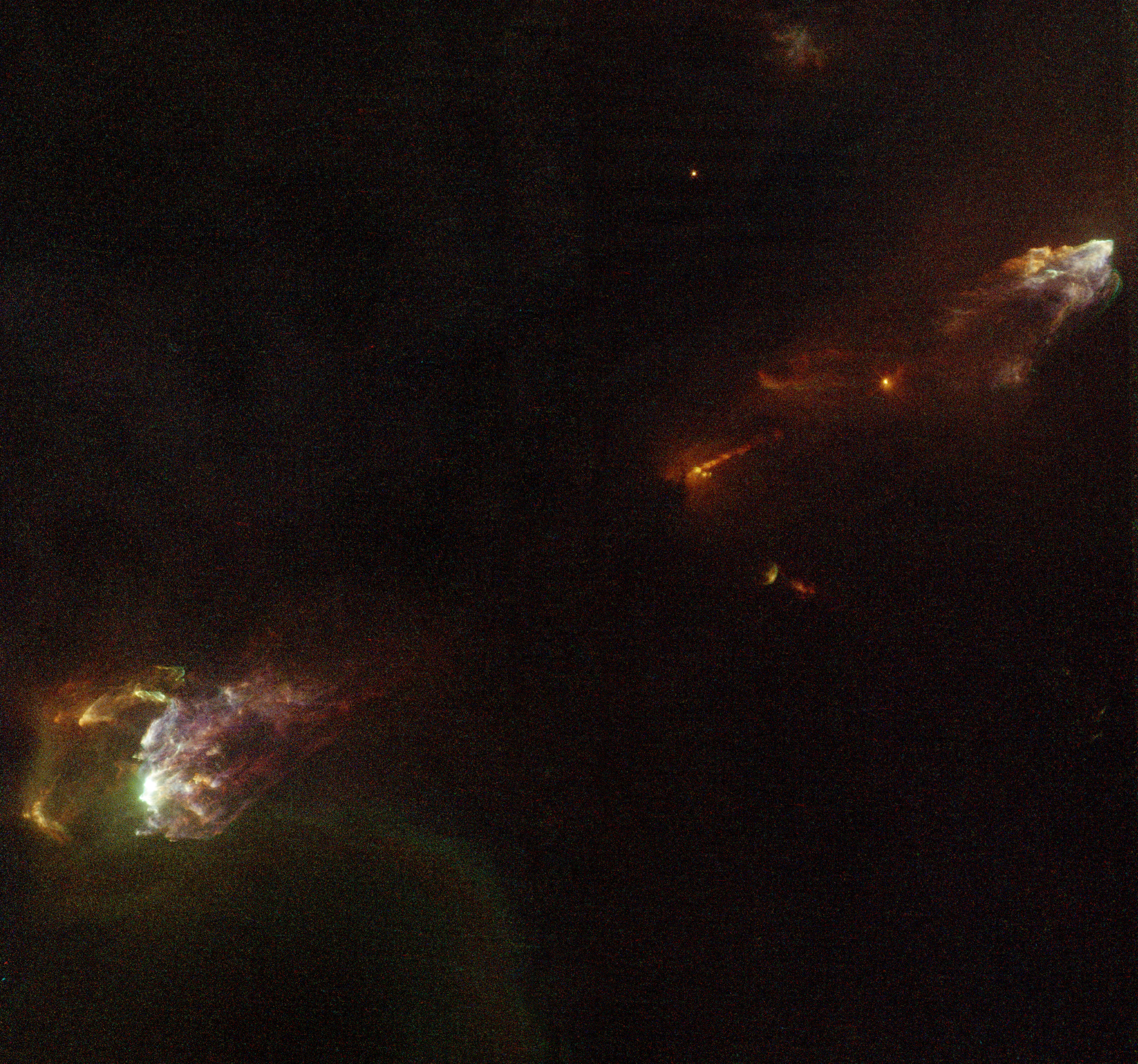
Imatge de HH 1/2 (el primer objecte de HH identificat) i el jet indicant HH 1 (dreta)
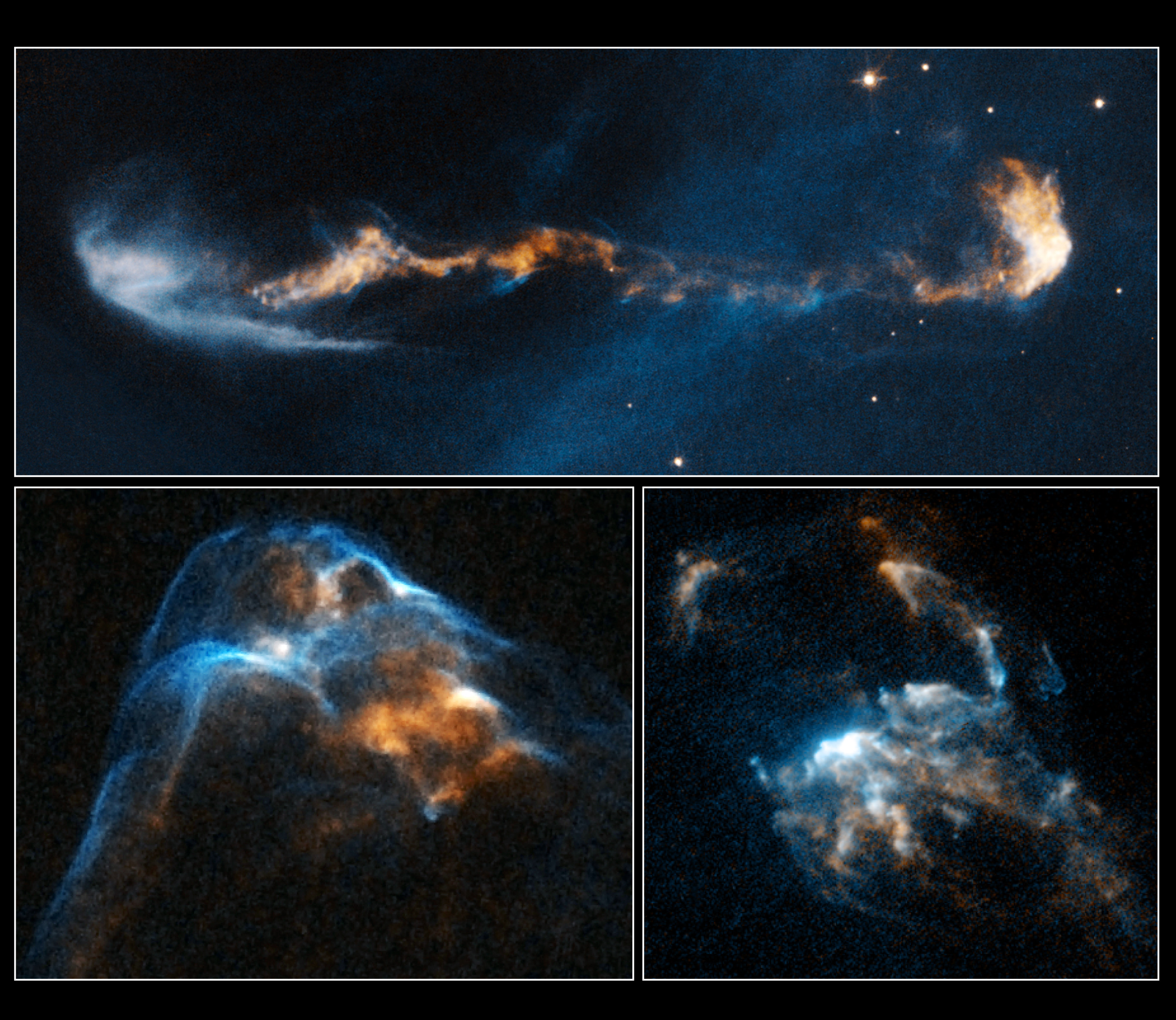
HH 46/47 (a dalt), HH 34 (inferior esquerra) i HH 2 (inferior dreta). Els objectes de HH s'enumeren per ordre del seu descobriment; es calcula que hi ha fins a 150.000 objectes de HH a la Via Làctia
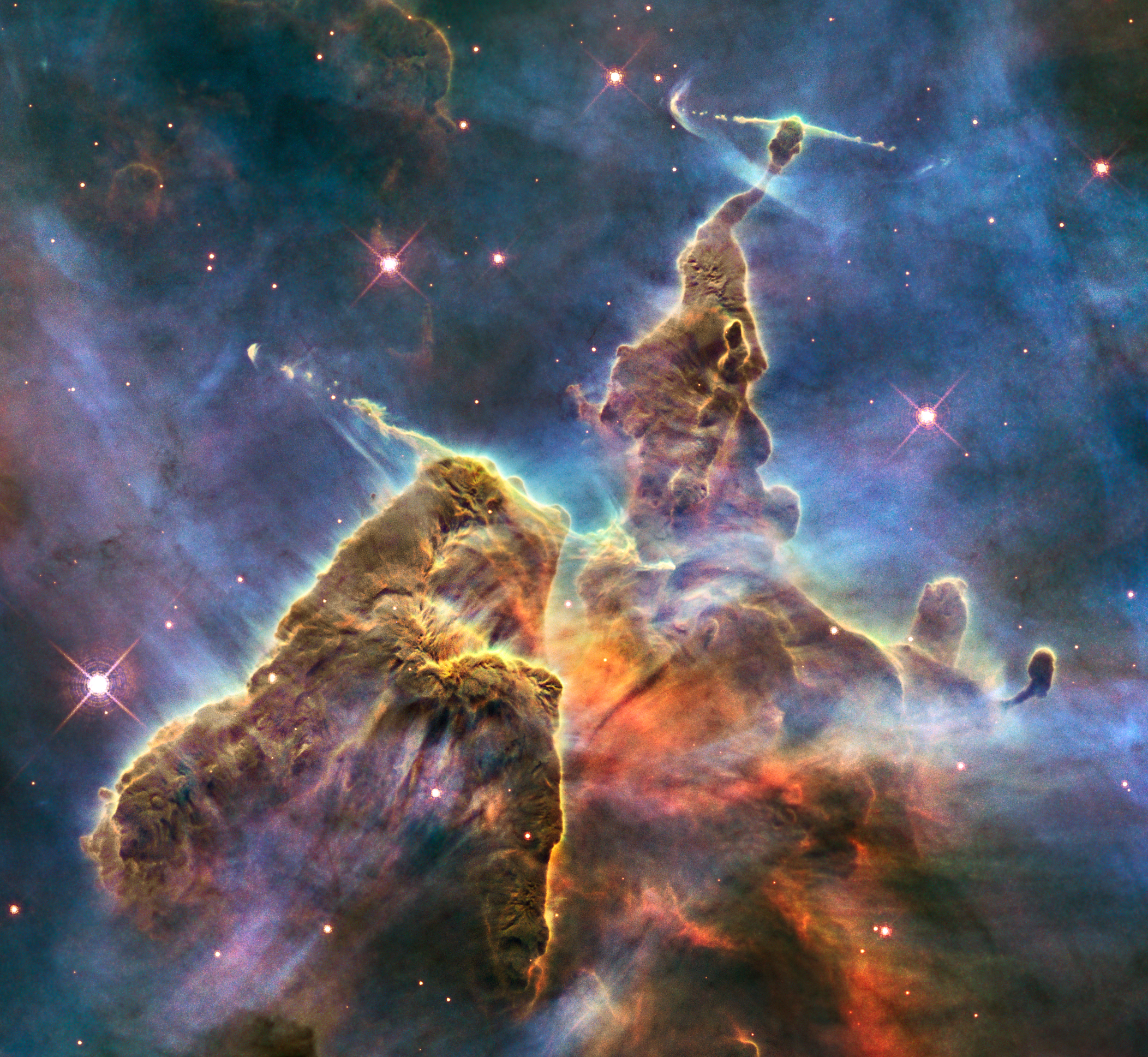
HH 901 i HH 902 estenent-se en dues columnes dins de la Nebulosa de la Quilla, ~7.000-7500 anys lluny del sistema solar

HH 46/47 es troba a uns 450 parsecs (1.500 anys llum) de distància des del Sol i és alimentat per una protoestrella classe I binària. El jet bipolar colpeja el medi circumdant a una velocitat de 300 km/s, produint dos «extrems» brillants d'uns 2,6 parsecs (8,5 anys llum) de distància. La sortida de gas s’acompanya amb una sortida de gas molecular de 0,3 parsecs (0,98 anys llum) de llargada que és propiciada pel mateix jet. Estudis en infrarojos realitzats pel Telescopi Espacial Spitzer han revelat una gran varietat de compostos químics en la sortida molecular, incloent aigua (gel), metanol, metà, diòxid de carboni (gel sec) i diversos silicats.
Situat a uns 460 parsecs (1.500 anys llum) de distància, en un núvol molecular d'Orió A, HH 34 és produït per un jet bipolar altament col·limat alimentat per una protoestrella de classe I. La matèria del jet es mou aproximadament a uns 220 km/s. Dos «extrems» brillants, separats per aproximadament 0,44 parsecs (1,4 anys llum), estan presents als costats oposats de la font, seguits de sèries més febles a distàncies més grans, fent que el conjunt sigui aproximat de 3 parsecs (9,8 anys llum) llarg. El jet està envoltat per un flux fluid i dèbil de molècules de 0,3 parsecs (0,98 anys llum), a prop de la font.

## Les fonts d'estrelles
Les estrelles de les quals s’emeten els jets dels objectes de HH són totes estrelles molt joves, d’unes quantes desenes de milers fins a aproximadament un milió d'anys. Les més joves encara són protoestrelles en el procés de recollida dels gasos que l'envolten. Els astrònoms divideixen aquestes estrelles en classes 0, I, II i III segons la quantitat de radiació infraroja que emeten les estrelles. Una quantitat més gran de radiació infraroja implica una quantitat més gran de material més fresc que envolta l'estrella, la qual cosa indica que encara és coalescent. La numeració de les classes es produeix perquè els objectes de classe 0 (els més joves) no es van descobrir fins que ja no s'havien definit les classes I, II i III.
Els objectes de la classe 0 tenen només uns quants milers d'anys; són tan joves que encara no estan patint reaccions de fusió nuclear als seus nuclis. En lloc d'això, només funcionen amb l'energia potencial gravitatòria alliberada a mesura que el material hi cau. Contenen majoritàriament jets moleculars de baixa velocitat (menys d’un centenar de quilòmetres per segon) i dèbils.
La fusió nuclear ha començat en els nuclis d'objectes de classe I, però el gas i la pols continuen caient a les seves superfícies des de la nebulosa circumdant, i la major part de la seva lluminositat succeeix per l'energia gravitacional. Generalment encara estan envoltats de núvols densos de pols i gas, que enfosqueix tota la seva llum visible i com a resultat només es poden observar en longitud d'ona d'infrarojos i de ràdio. Els jets d'aquesta classe estan dominades per espècies ionitzades i les velocitats poden oscil·lar fins a 400 km/s.
- Lapse de temps de 13 anys de material que expulsa una protoestrella de classe I, que forma l’objecte de Herbig-Haro HH 34

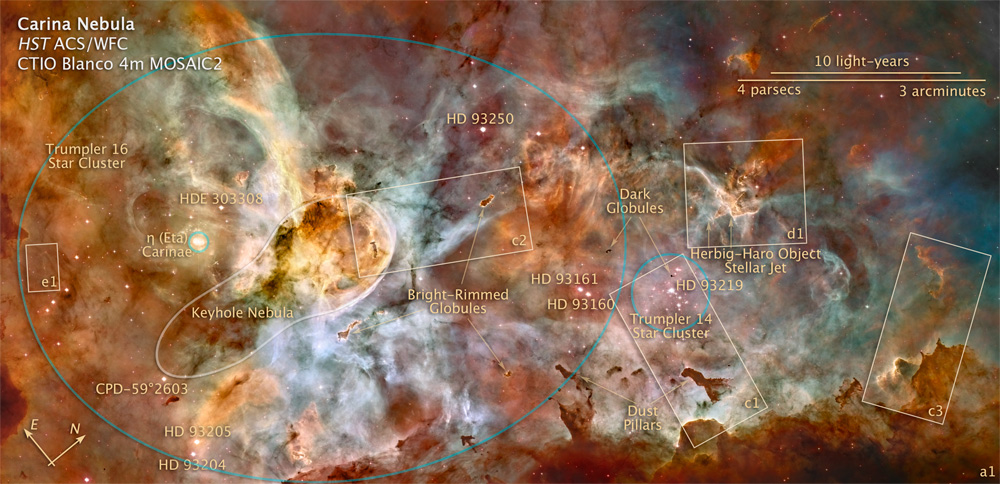
Imatge en colors falsos del Telescopi espacial Hubble de la nebulosa de la Quilla, on es pot veure un objecte de HH (d1)

La caiguda de gas i pols ha acabat en gran part en objectes de classe II (estrelles T Tauri clàssiques), però continuen envoltats de discs de pols i gas i produeixen febles jets de baixa lluminositat.
Els objectes de la classe III (estrelles T Tauri de línia feble) només conserven restes del seu disc d’acreció original.
Al voltant del 80% de les estrelles que donen lloc a objectes d'HH són sistemes binaris o múltiples (dues o més estrelles orbitant entre si), la qual cosa és una proporció molt superior a la trobada per a les estrelles de baixa massa de la seqüència principal. Això pot indicar que els sistemes binaris són més propensos a generar dolls que donen lloc a objectes de HH, i l'evidència suggereix que els majors fluxos de HH es podrien formar quan els sistemes d'estrelles múltiples es desintegren. Es creu que la majoria d’estrelles tenen l’origen a partir de sistemes estel·lars múltiples, però que una part important d’aquests sistemes es veuen interromputs abans que les seves estrelles arribin a la seqüència principal a causa de les interaccions gravitacionals amb les estrelles properes i els densos núvols de gas.

## Al voltant de les nanes proto-marrons
El primer i actualment únic (a maig de 2017) objecte d'Herbig-Haro a gran escala al voltant d'una nana proto-marró és HH 1165, que està connectat a la nana proto-marró Mayrit 1701117. El HH 1165 té una longitud de 0,8 anys llum (0,26 parsec) i es troba als voltants del cúmul sigma Orionis. Anteriorment només es van trobar petits mini-jets (≤0,03 parsec) al voltant de les nanes proto-marrons.

## Equivalents a l'infrarroig
Els objectes de HH associats a estrelles molt joves o a protoestrelles molt massius solen estar ocults a la vista a les longituds d'ona visibles pel núvol de gas i pols on es formen. El material que intervé pot disminuir la magnitud visual per factors de desenes o fins i tot centenars de la longitud d'ona visible. Aquests objectes profundament incrustats només es poden observar a les longituds d'ona d'infrarojos o de ràdio, generalment en les emissions de freqüències d'hidrogen molecular de monòxid de carboni calent. En els últims anys, les imatges d’infrarojos han revelat desenes d’exemples d’«objectes de HH infrarojos». La majoria semblen ones d’arc (semblants a les ones que es formes a la proa d’un vaixell), i per això se sol denominar «xocs d’arc» moleculars. La física dels xocs d’arc infraroig es pot entendre de la mateixa manera que la dels objectes de HH, ja que aquests objectes són essencialment els mateixos: xocs supersònics impulsats per jets col·limats des dels pols oposats d’una protoestrella.
Només són diferents les condicions que hi ha al jet i al núvol circumdant, que provoquen una emissió infraroja de les molècules en lloc d’una emissió òptica d'àtoms i ions.

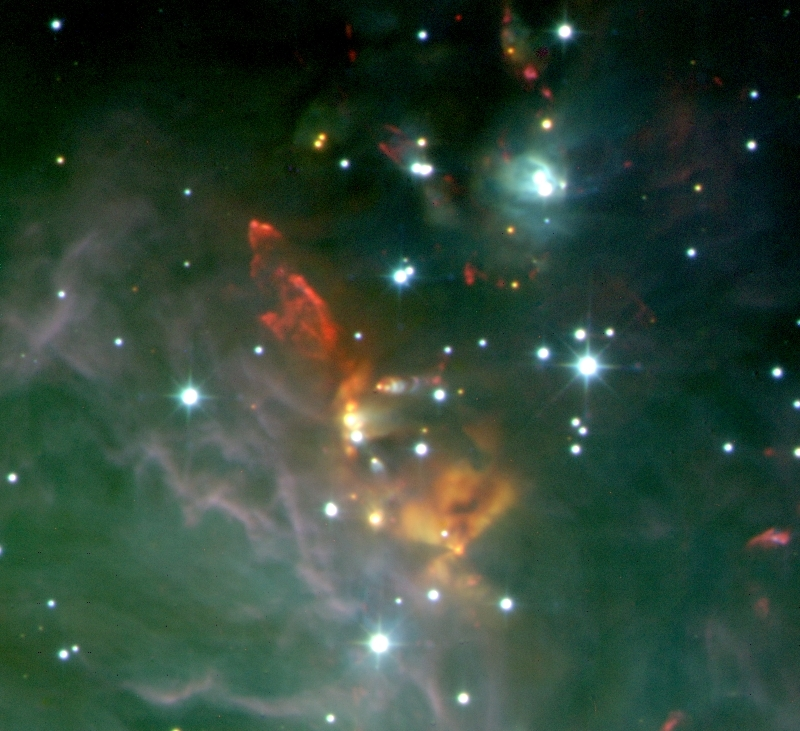
Imatge infraroja dels xocs moleculars de l'arc associat amb fluxos bipolars de l'objecte HH 2 dins de la nebulosa d'Orió (M42).
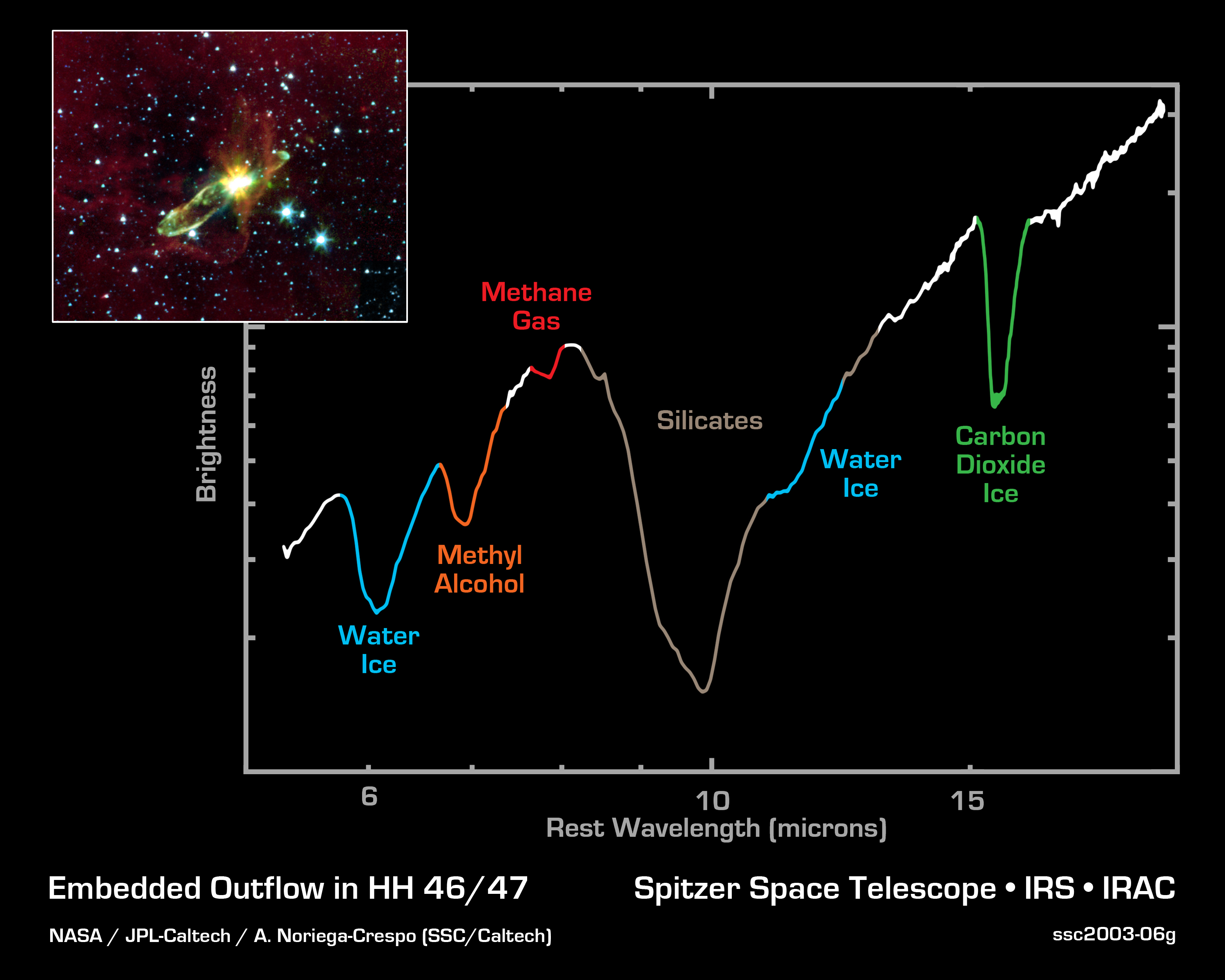
Espectre infraroig de HH 46/47 obtingut pel Telescopi Espacial Spitzer, que mostra el medi que es troba a les proximitats d'una estrella que és rica en silicats
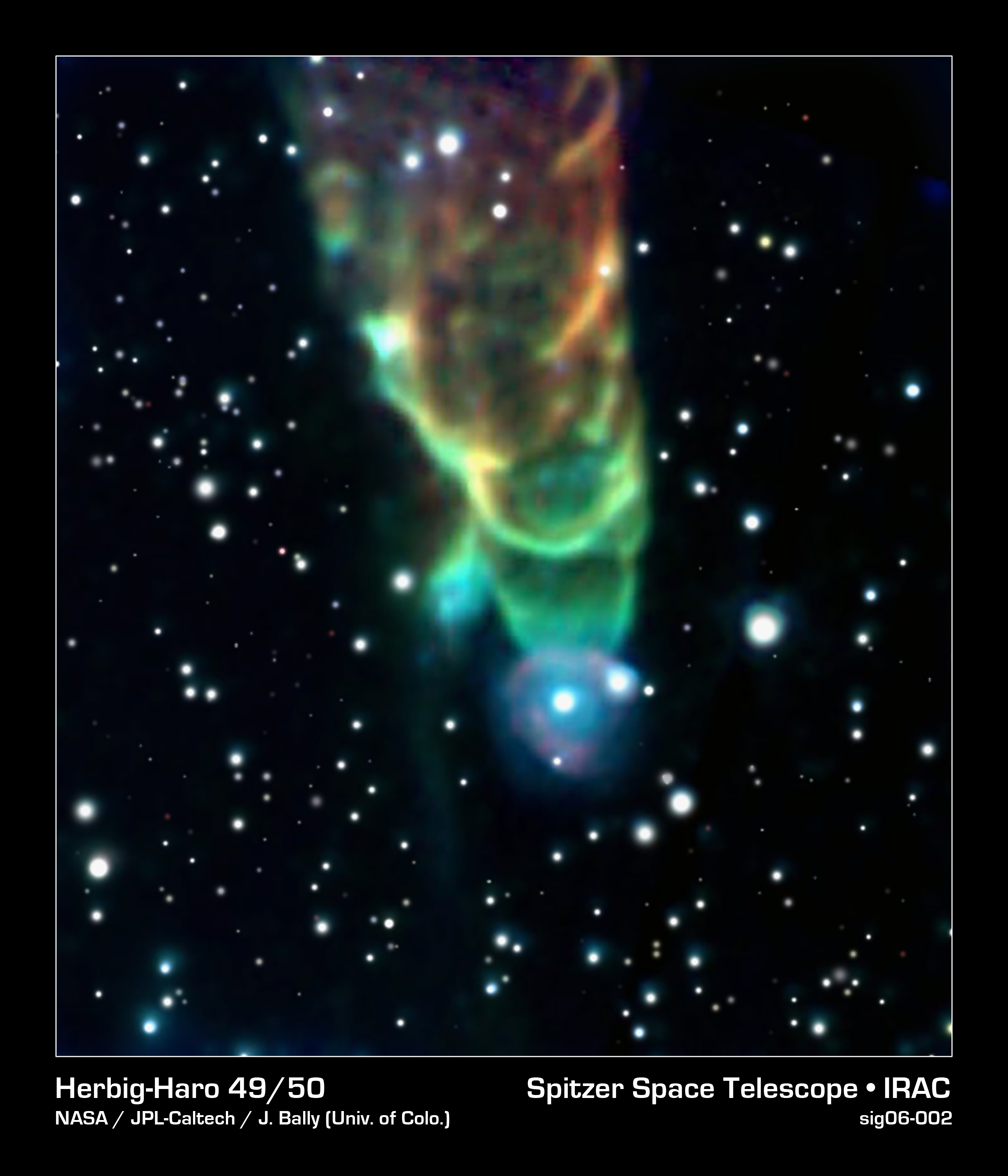
HH 49/50 vist amb infrarojos pel Telescopi Espacial Spitzer

El 2009 es va aprovar l'acrònim «MHO» per a «objectes de linea d'emissió d'hidrogen molecular» (en anglès, Molecular Hydrogen emission-line Object), per a aquests objectes, detectats en londituds d'ona properes als infrarojos pel Grup de treball de la Unió Astronòmica Internacional, i s'ha inscrit en línia en el seu Diccionari de referència de la nomenclatura d'objectes celestes.  El catàleg MHO conté més de 2000 objectes.